# Молога (Белгород-Днестровский район)
Молога — село в Белгород-Днестровском районе Одесской области Украины. Расположено на берегу Днестровского лимана. Население составляет 2046 человек.
Расположено в 10 км от районного центра и железнодорожной станции Белгород-Днестровский.
Село основано в 1830-х годах. Советская власть установлена в декабре 1917 года, восстановлена в июне 1940 года.
На фронтах Великой Отечественной войны сражались 84 жителя села.
В окрестностях Мологи обнаружены остатки поселения и могильник первых веков нашей эры.
В селе родился Сергей Владиславович Качковский — герой России, участник Первой чеченской войны.

### Усадьба Павла Марини
На окраине села Молога, на обрывистом берегу сохранились руины усадьбы внебрачного сына князя Виктора Павловича Кочубея Павла Яковлевича Марини (?—1849) — действительного статского советника (5.12.1833), чиновника Министерства иностранных дел. Состоял при Новороссийском и Бессарабском генерал-губернаторе, тайный советник (1845), жена — Фраполли Виктория Францевна, дочь известного в Одессе итальянского архитектора Франческо Фраполли.